# Arrangiatevi
Arrangiatevi è un film commedia del 1959, diretto da Mauro Bolognini.
Il film è stato selezionato tra i 100 film italiani da salvare.

## Trama
Roma, secondo dopoguerra. Dopo l'omicidio di una giovane pittrice si libera un appartamento che sarà dato, in coabitazione, a due famiglie: la prima è la famiglia di Peppino Armentano, di professione podologo o come si chiama lui callista, composta da lui, la moglie, due figlie, due figli e il nonno; la seconda è una famiglia originariamente composta da una coppia di esuli istriani, il nonno e un figlio (poi quest'ultima famiglia crescerà, arrivando ad avere ben otto figli). 

Laura Adani, Totò e Achille Majeroni in una foto scattata durante le riprese del film

Siamo ormai nel 1958 e l'alloggio è divenuto troppo stretto per tutti e di fatto la coabitazione è diventata impossibile: ciò comporta perciò tanti problemi quotidiani e continue discussioni tra le famiglie, che esplodono poi il giorno della notizia dell'attesa del nono figlio degli istriani. Peppino viene messo dalla moglie di fronte alla propria incapacità di dare una dimora dove poter vivere in santa pace.
Un giorno Peppino conosce il trafficone Pino Calamai, che gli offre per diecimila lire al mese l'affitto di un alloggio di due piani, dieci camere, tre bagni, telefono (cosa ancora rara all'epoca tra le persone di ceto medio in Italia), posto nel cuore della Roma vecchia. Prende così appuntamento per vederlo, ma quando viene a sapere che si tratta dell'ex casa di tolleranza della Sora Gina in via della Fontanella, rimane scandalizzato e lascia cadere l'offerta.
Passano i giorni e ci pensa la moglie a trovare un piccolo appartamento in costruzione, mentre, per i soldi della caparra, si procura l'aiuto del futuro genero, fidanzato di Maria Berta (un pugile). L'incarico di versare i soldi della caparra viene dato al marito. Peppino ha la cattiva idea di “affidare” al truffatore Calamai la somma per raddoppiarla scommettendo sull'esito della fumata bianca nel conclave per l'elezione del nuovo pontefice. Perde la scommessa e, non avendo il coraggio di riferire l'accaduto alla moglie, decide di affittare l'ex casa chiusa. Così dunque avviene il trasloco della famiglia, che nulla sa del passato della casa.
Ben presto il segreto comincia a vacillare nonostante gli sforzi di Peppino. Il primo a intuire la verità è uno dei figli; in seguito è il nonno a ricordarsi di aver già "frequentato" quella casa; infine la moglie scopre tutto, e la sua reazione è furiosa: chiude le finestre dalla vergogna e impone alle figlie di non uscire: intima quindi al marito di trovare entro due giorni una casa rispettabile.
Peppino va in totale crisi, sentendosi un buono a nulla, fino a pronunciare tra le lacrime la frase: "Mi dimetto dal ruolo di padre e di marito". La moglie è irremovibile, mentre le figlie passano dalla parte del padre; perciò, scaduto l'ultimatum dato, la moglie sta per andarsene a lavorare come serva in una "casa perbene", ma sull'uscio di casa gli eventi si ribaltano: il suo istinto materno esplode dinanzi a un gruppo di militari che hanno scambiato le sue figlie per lavoratrici della casa chiusa, in seguito al fraintendimento di un commilitone che frequenta una delle figlie, convintosi che questa conduca una doppia vita frequentando l'istituto magistrale al mattino e prostituendosi la sera. La moglie in quel momento ha una punta di orgoglio e caccia rabbiosamente i militari assiepati davanti all'entrata di casa e dice che lì vivono delle persone per bene e non c'è più la Sora Gina con le sue "donnine".

Il nonno Illuminato, affacciato alla finestra, grida anche lui ai militari presenti la mitica frase: 

## Produzione
Nella scena finale, il "nonno Illuminato" Totò, affacciandosi alla finestra per parlare, imita in una grande presa in giro le movenze di Mussolini, solito fare discorsi proprio affacciandosi dalle balconate: l'attore recitò questa satira politica anche in tanti altri film, come Gli onorevoli (1963), Totò e Cleopatra (1963), Totò, Peppino e... la dolce vita (1961) ed altri.

### Riprese
Le riprese del film si svolsero interamente a Roma, in particolare in Via del Corso, Piazza del Popolo, Via della Conciliazione e Via della Fontanella, dov'è la famosa casa.
Secondo lo stesso regista Mauro Bolognini, le scene all'interno del film vennero girate davvero in un'ex casa di tolleranza, chiusa in seguito alla Legge Merlin, situata in Via Fontanella, a Roma appunto.

## Distribuzione
Il film venne distribuito nelle sale cinematografiche italiane dal 18 settembre 1959.

## Accoglienza

### Critica
(Ernesto G. Laura, Bianco e Nero, aprile 1960)
(Adelio Ferrero, Cinema Nuovo, 2005))

## Riconoscimenti
- 1960 - Nastro d'argento
  - Candidatura per la migliore attrice non protagonista a Franca Valeri[10]